# Graceland

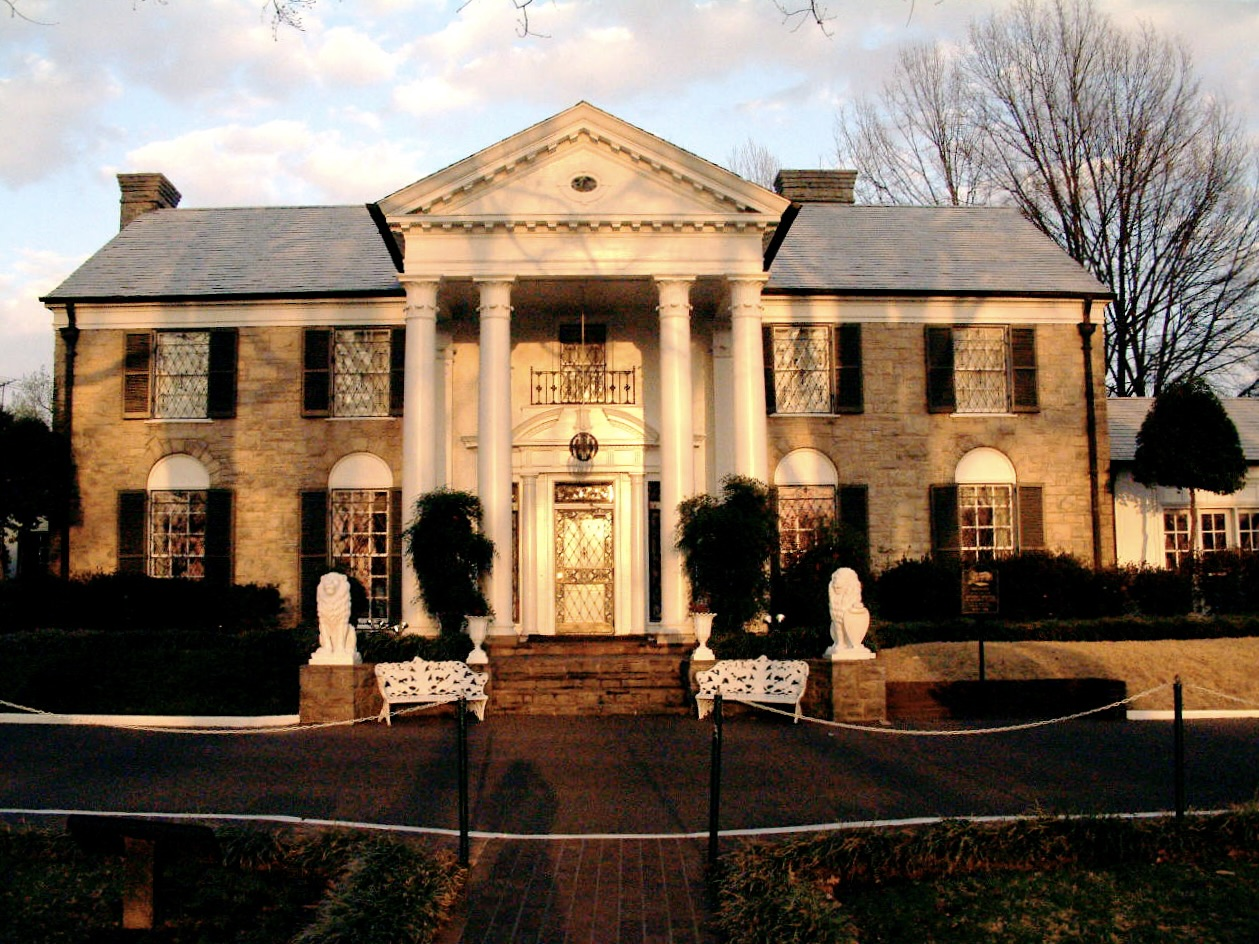
Graceland

Graceland ist ein Anwesen im Stadtteil Whitehaven im Süden von Memphis in Tennessee. Das Haus war von 1957 bis zu seinem Tod 1977 der Wohnsitz von Elvis Presley. 1982 wurde es der Öffentlichkeit als Museum zugänglich gemacht. Das Anwesen befindet sich seit 1991 im National Register of Historic Places und wurde 2006 als National Historic Landmark ausgewiesen.
Jedes Jahr suchen das Anwesen hunderttausende Interessierte auf.

## Geschichte

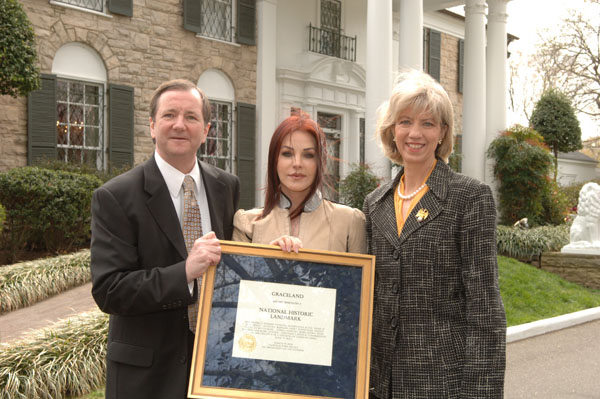
Auszeichnung von Graceland als National Historic Landmark im Jahr 2006

Das Areal ist nach Stephen C. Toofs Tochter Grace benannt, die die Farm 1894 von ihrem Vater erbte. Das dazugehörige Herrenhaus (Mansion) entstand 1939 im Colonial-Revival-Stil.
Elvis Presley bezog das Anwesen im Frühjahr 1957. Dort entdeckte man ihn am 16. August 1977 tot in seinem Badezimmer. Im Oktober 1977 wurde er im Meditationsgarten des Anwesens beigesetzt.
Am 7. Juni 1982 machte Elvis’ Ex-Frau Priscilla Presley das Anwesen der Öffentlichkeit als Museum zugänglich. Seitdem ist Graceland eine Pilgerstätte für Fans. Jährlich besuchen über 650.000 Menschen das Anwesen. Das Obergeschoss, in dem der Künstler starb, ist nicht für die Öffentlichkeit zugänglich.
Seit dem 7. November 1991 ist Graceland im National Register of Historic Places als Historic District eingetragen und steht damit unter Denkmalschutz. Am 27. März 2006 wurde Graceland zudem als National Historic Landmark ausgewiesen.
Presleys Tochter Lisa Marie wurde 2023 ebenso wie bereits 2020 ihr Sohn in Graceland beigesetzt.
Im Jahr 2024 stoppte ein Gericht eine wegen angeblicher Kreditschulden anberaumte Zwangsversteigerung des Anwesens, nachdem Presleys Enkelin, Schauspielerin Riley Keough dagegen geklagt hatte. Das Unternehmen Naussany Investments & Private Lending behauptet, dass Keoughs Mutter, Lisa Marie Presley, das Anwesen als Sicherheit für einen Kredit in Höhe von 3,5 Millionen Dollar (rund 3,2 Millionen Euro) eingesetzt habe. Das Gericht ordnete an, dass diesbezügliche Dokumente auf Echtheit überprüft werden müssten. Nach Angaben von Keough hat ihre Mutter dem Unternehmen keine Dokumente für Graceland ausgestellt.

## Rundgang
Die Besucher Gracelands können mittels einer Audio-Tour das Anwesen durchlaufen. Die Besichtigung führt durch die Wohnräume und Küche des Hauses sowie durch die im Keller gelegenen Fernseh- und Billardzimmer mit Bar. Auch der Jungle Room, in dem Elvis Presley 1976 seine letzten beiden Alben aufgenommen hat, kann besichtigt werden. Die Tour endet außerhalb des Gebäudes an Presleys Grab.

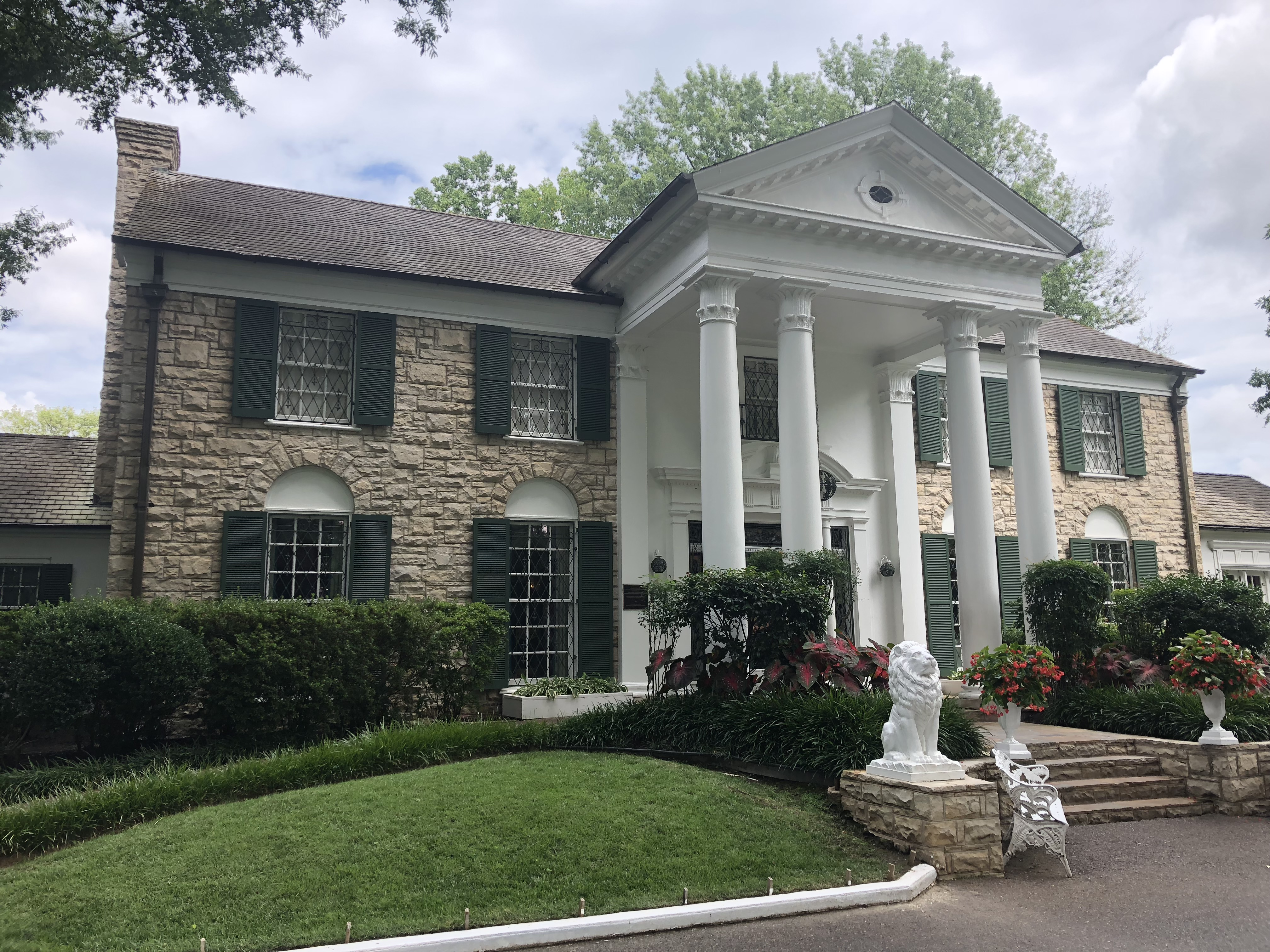
Außenansicht von Graceland
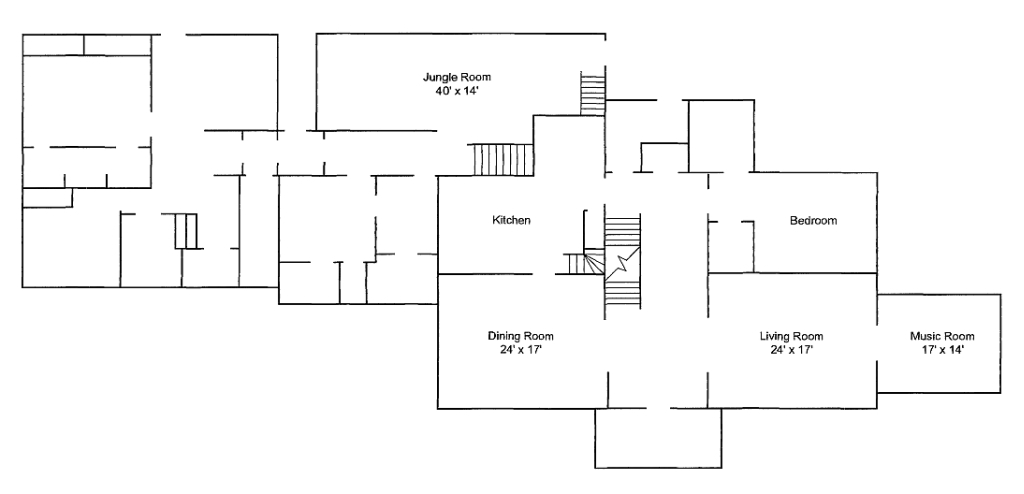
Grundriss des Erdgeschosses
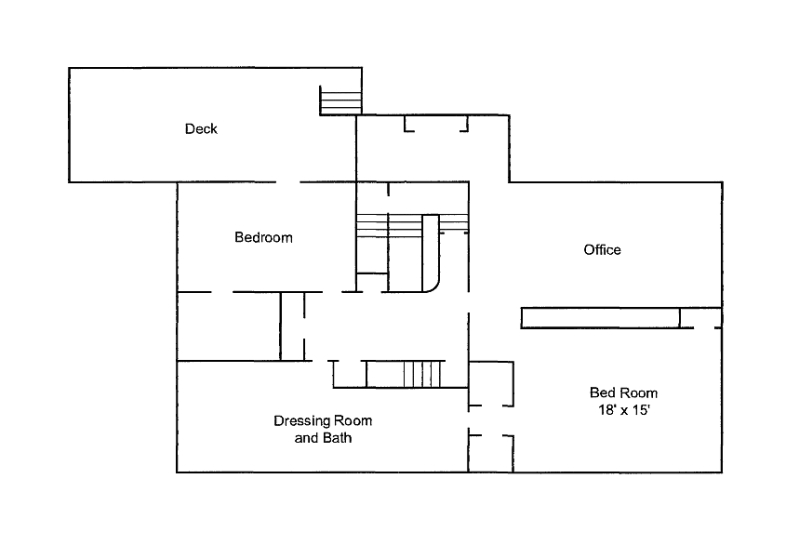
Grundriss des Obergeschosses
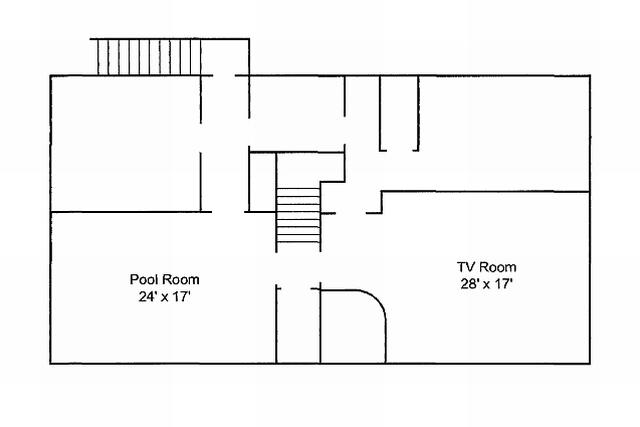
Grundriss des Kellers
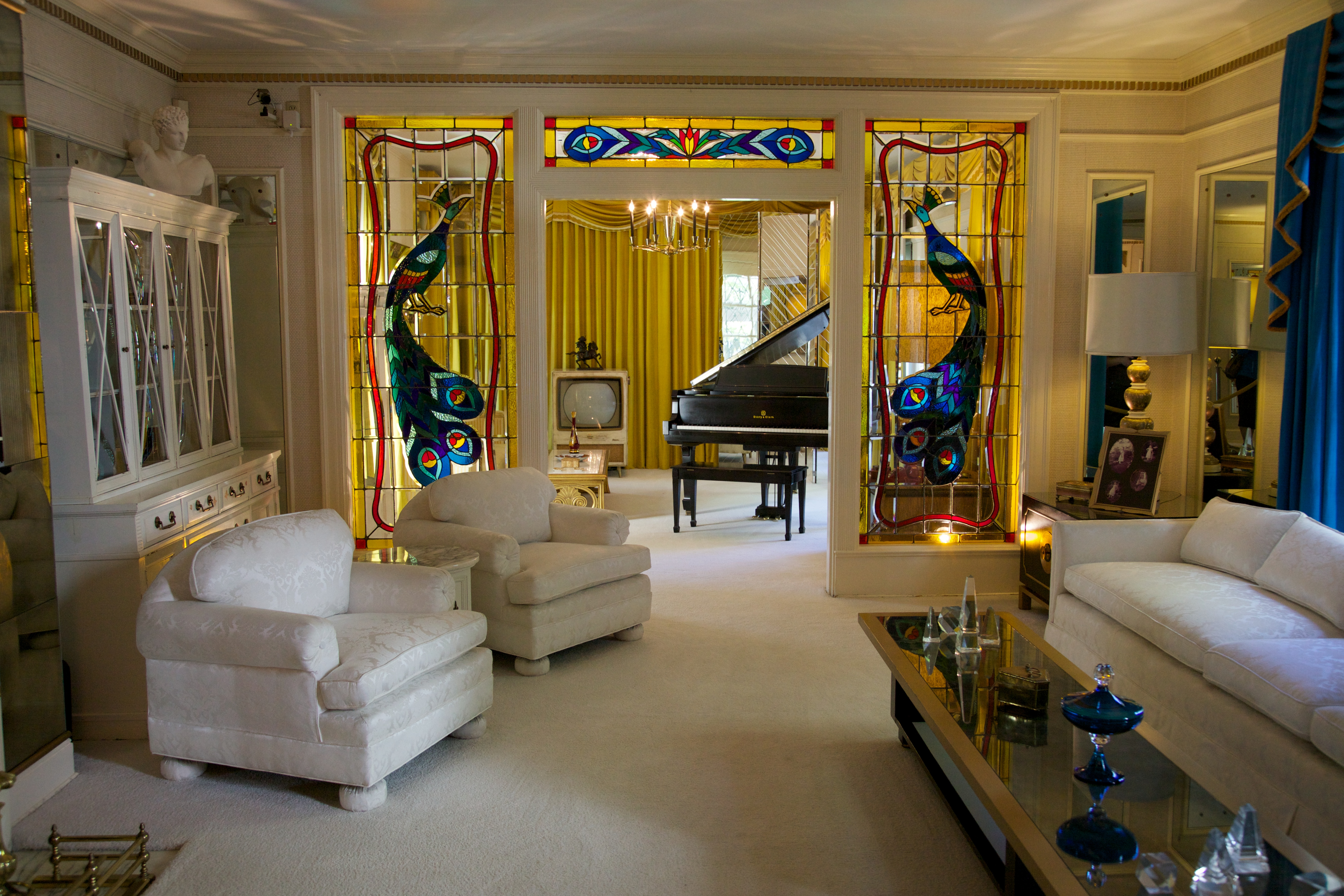
Wohnzimmer
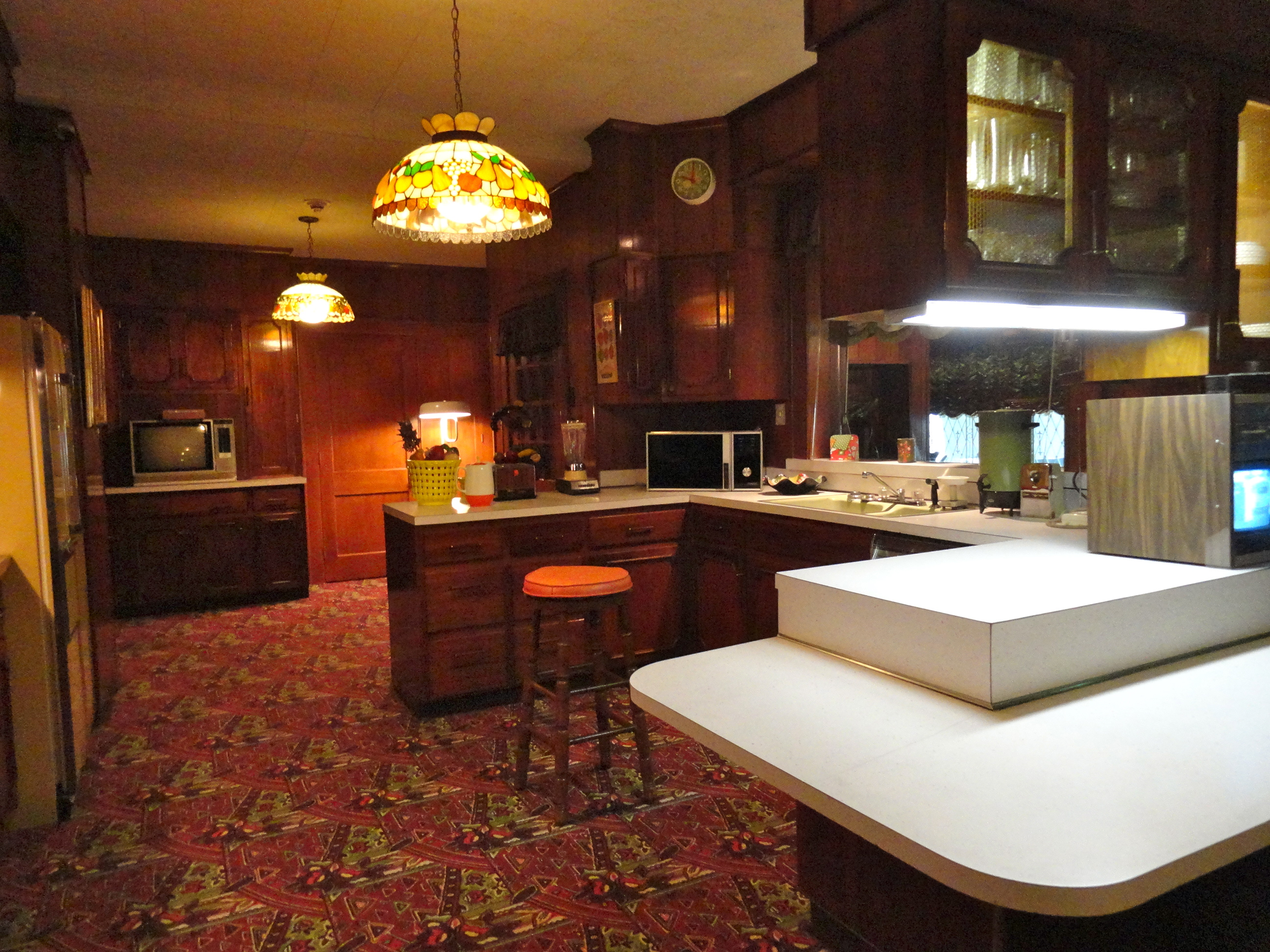
Küche
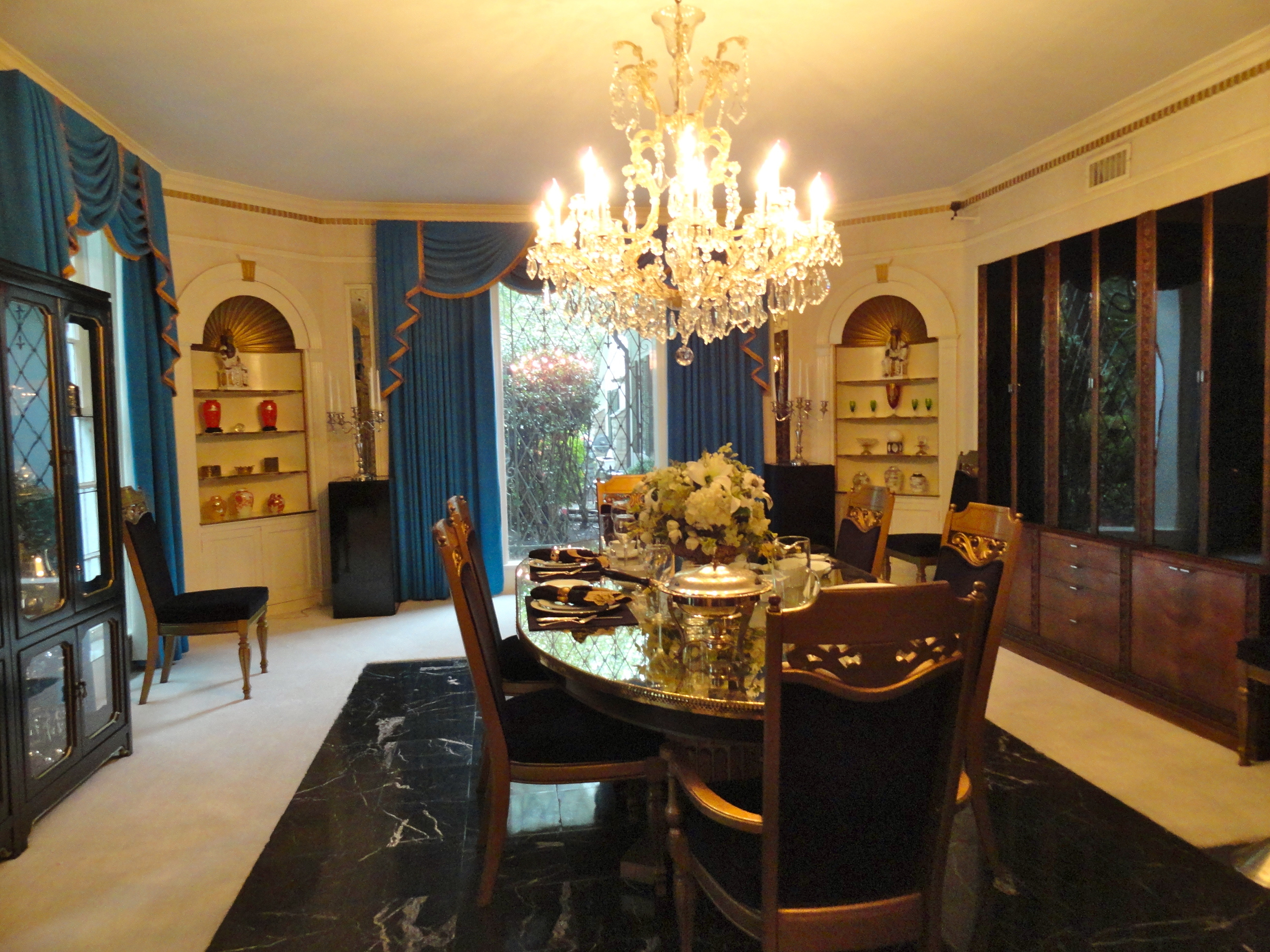
Esszimmer
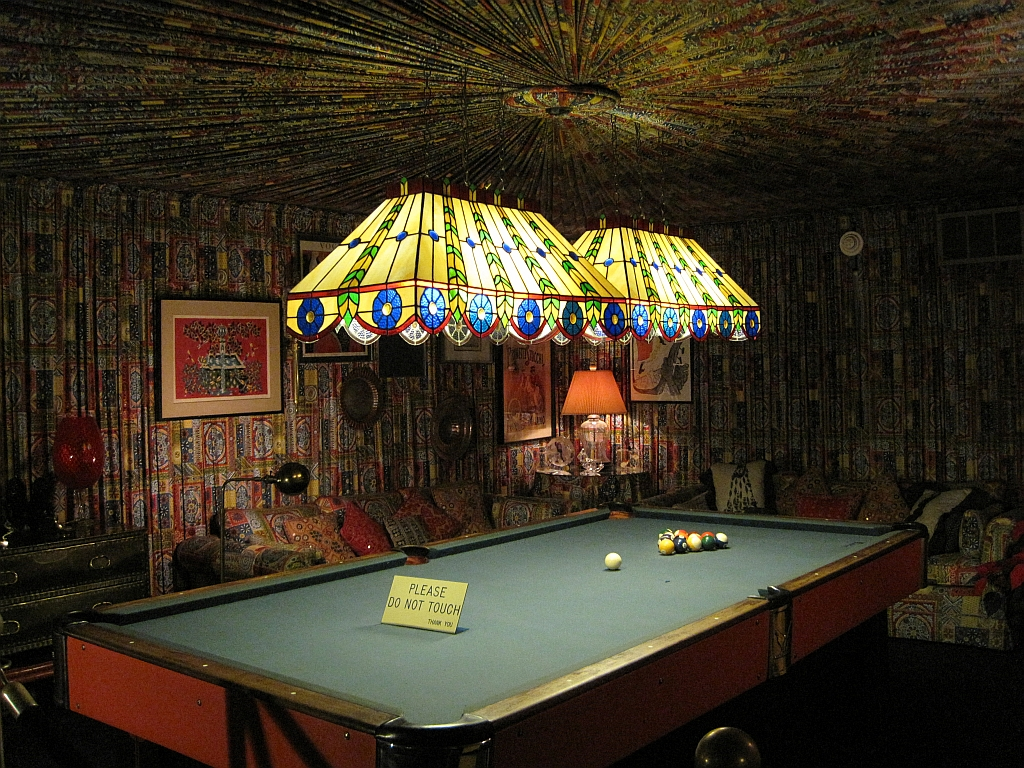
Billardzimmer
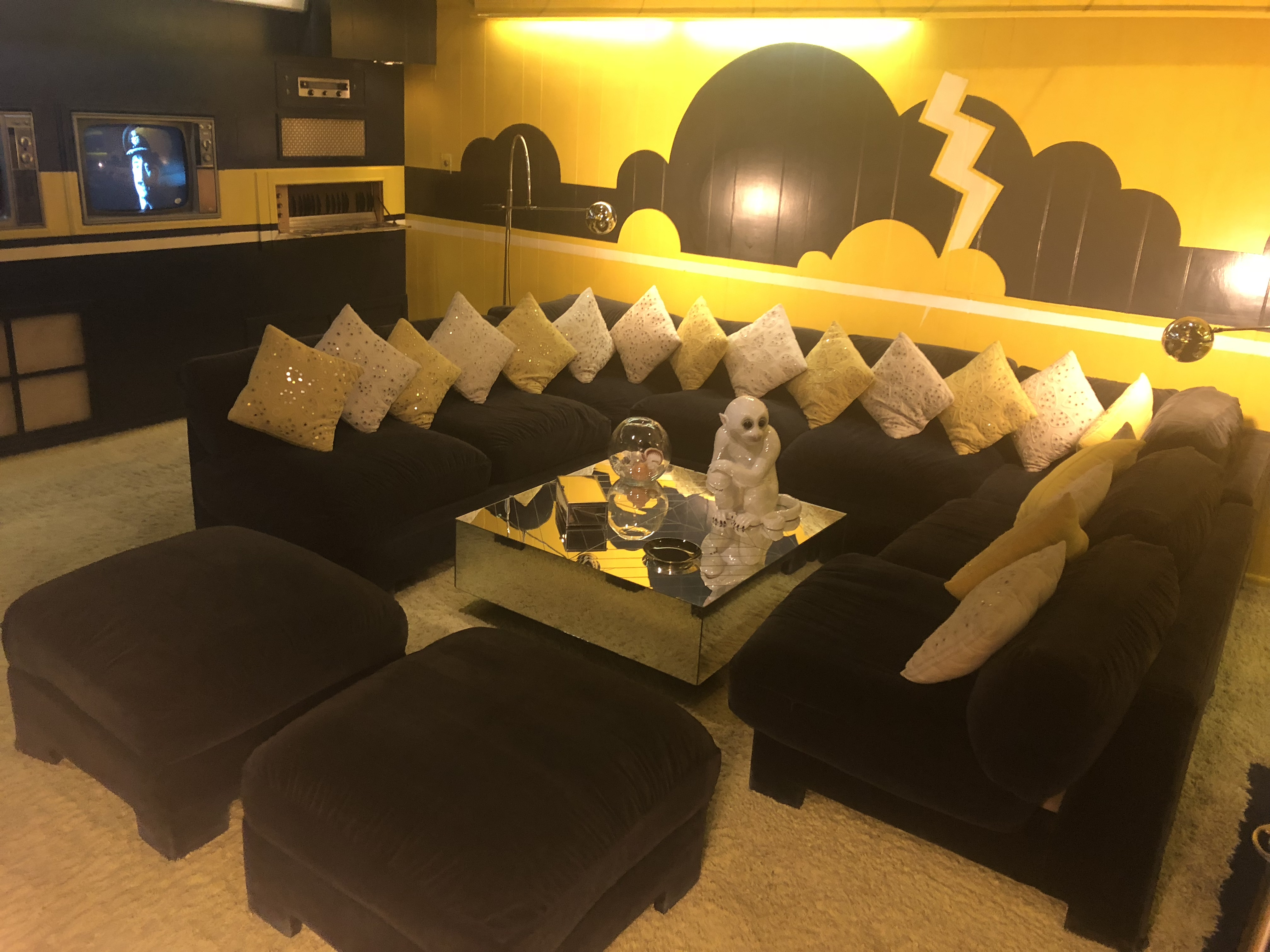
Gelbes Fernsehzimmer
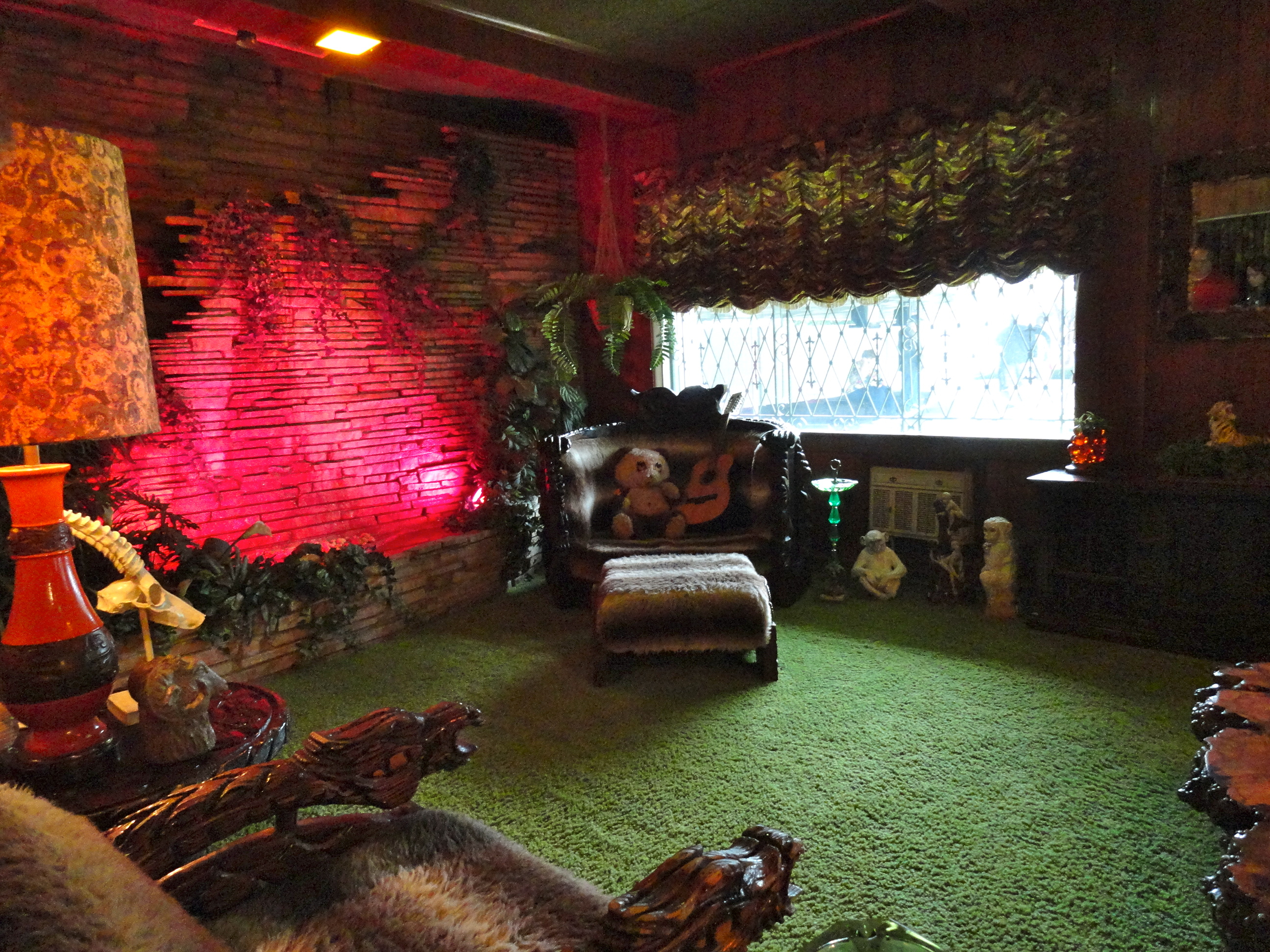
Dschungelzimmer
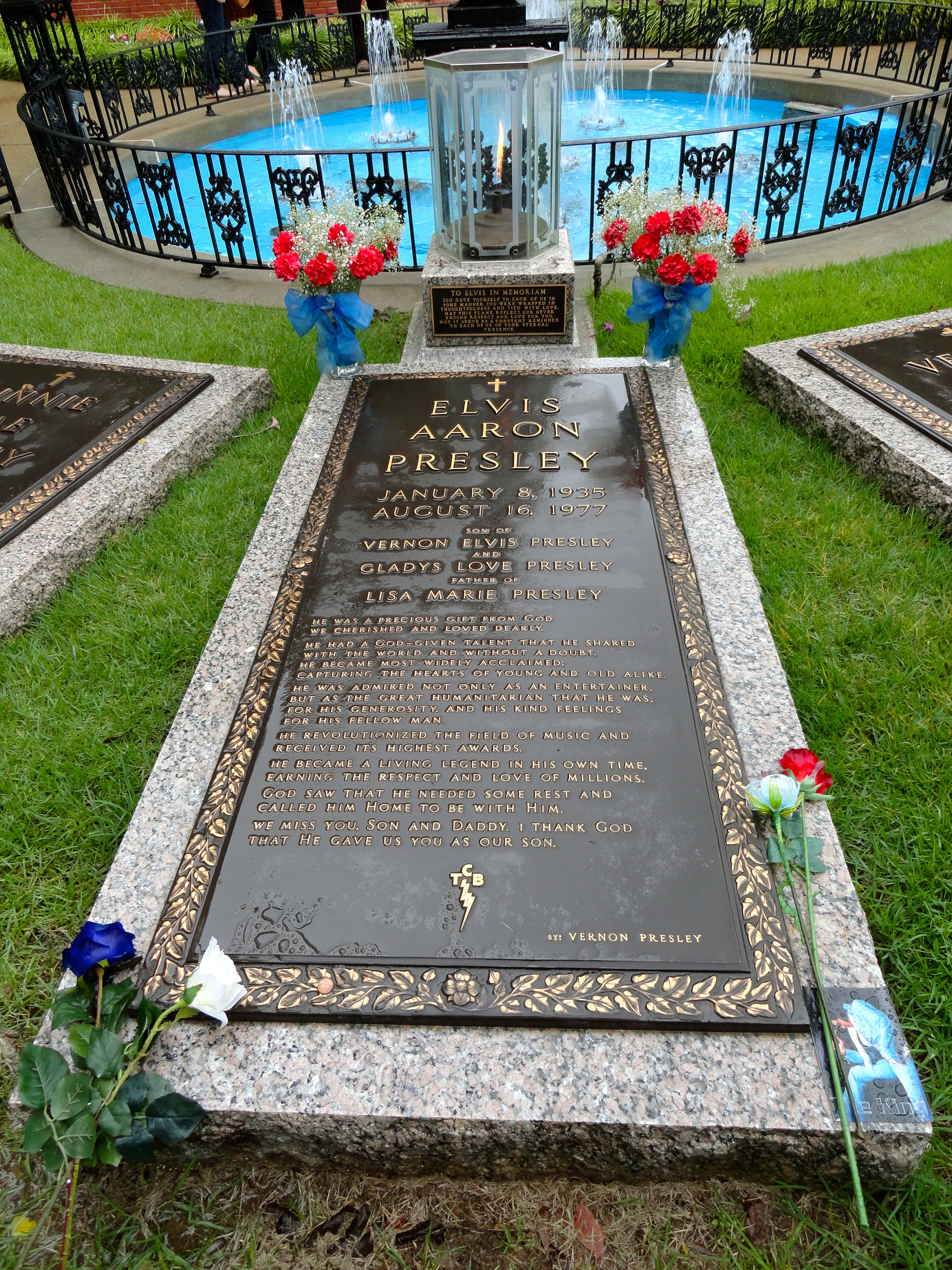
Grab von Elvis Presley

## Sammlungen
Der Raum, in dem Elvis Presleys Auszeichnungen und Memorabilia zu sehen sind, befindet sich außerhalb des Haupthauses. Es wird eine große Sammlung von Platin- und Goldenen Schallplatten sowie anderen Trophäen gezeigt, die der Künstler im Laufe seiner Karriere erhielt. Zu sehen sind auch Bühnenkostüme, Fotografien und andere Sammlungsstücke aus dem Leben des Musikers.
In dem 1989 eröffneten Presley Motors Automobile Museum direkt gegenüber der Villa wird Presleys Fahrzeugsammlung präsentiert. Highlights des Museums sind u. a. der berühmte pinke Cadillac (Cadillac Fleetwood von 1955), ein 1956er Cadillac Eldorado, ein 1975er Ferrari Dino 308 GT 4, ein schwarzer Stutz Blackhawk III von 1973 sowie Harley-Davidson-Motorräder.
Nahe dem Museumsgebäude sind die beiden Flugzeuge Lisa Marie (eine Convair CV-880) und Hound Dog II (eine Lockheed JetStar) ausgestellt.

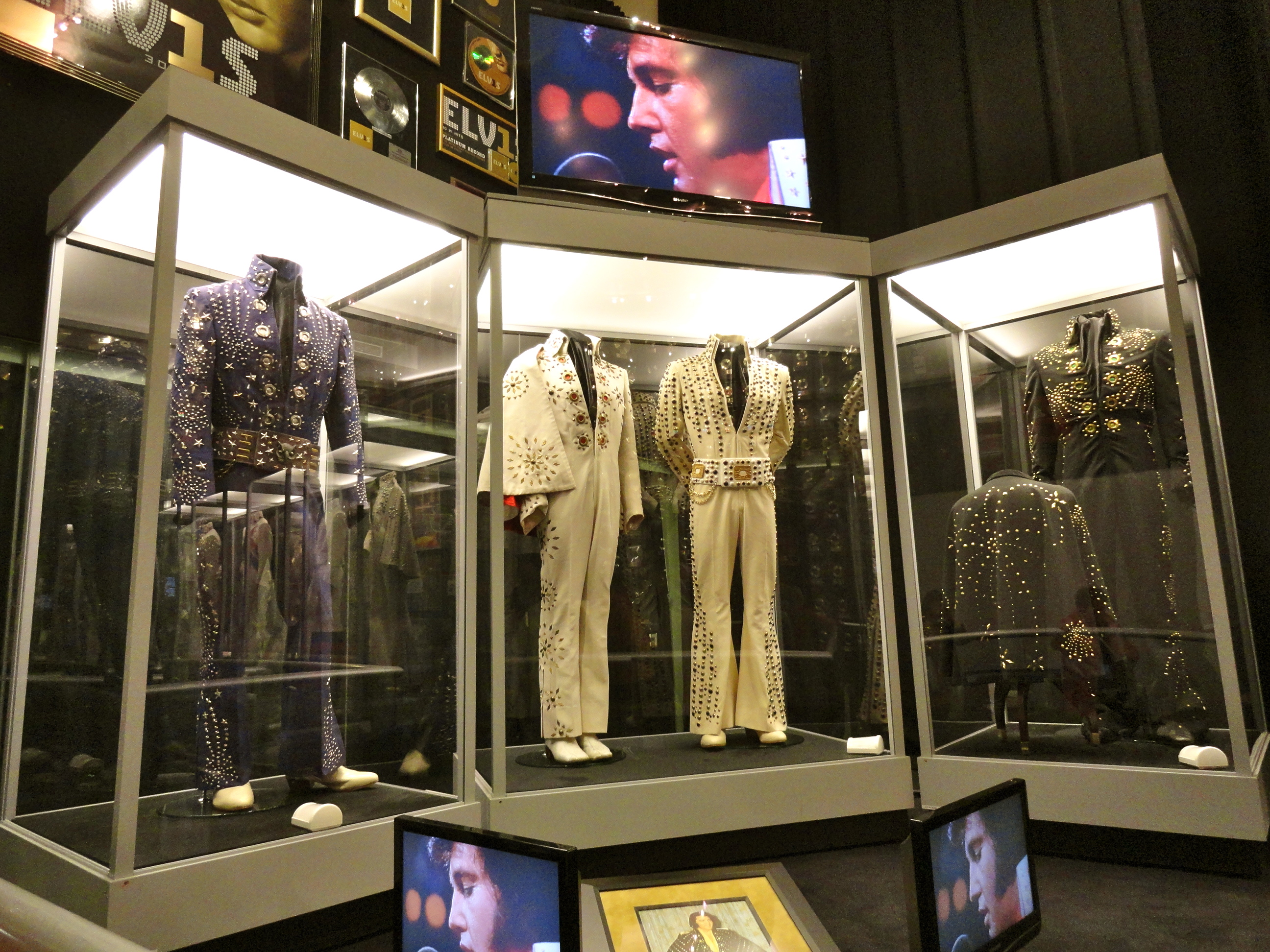
Kostüme
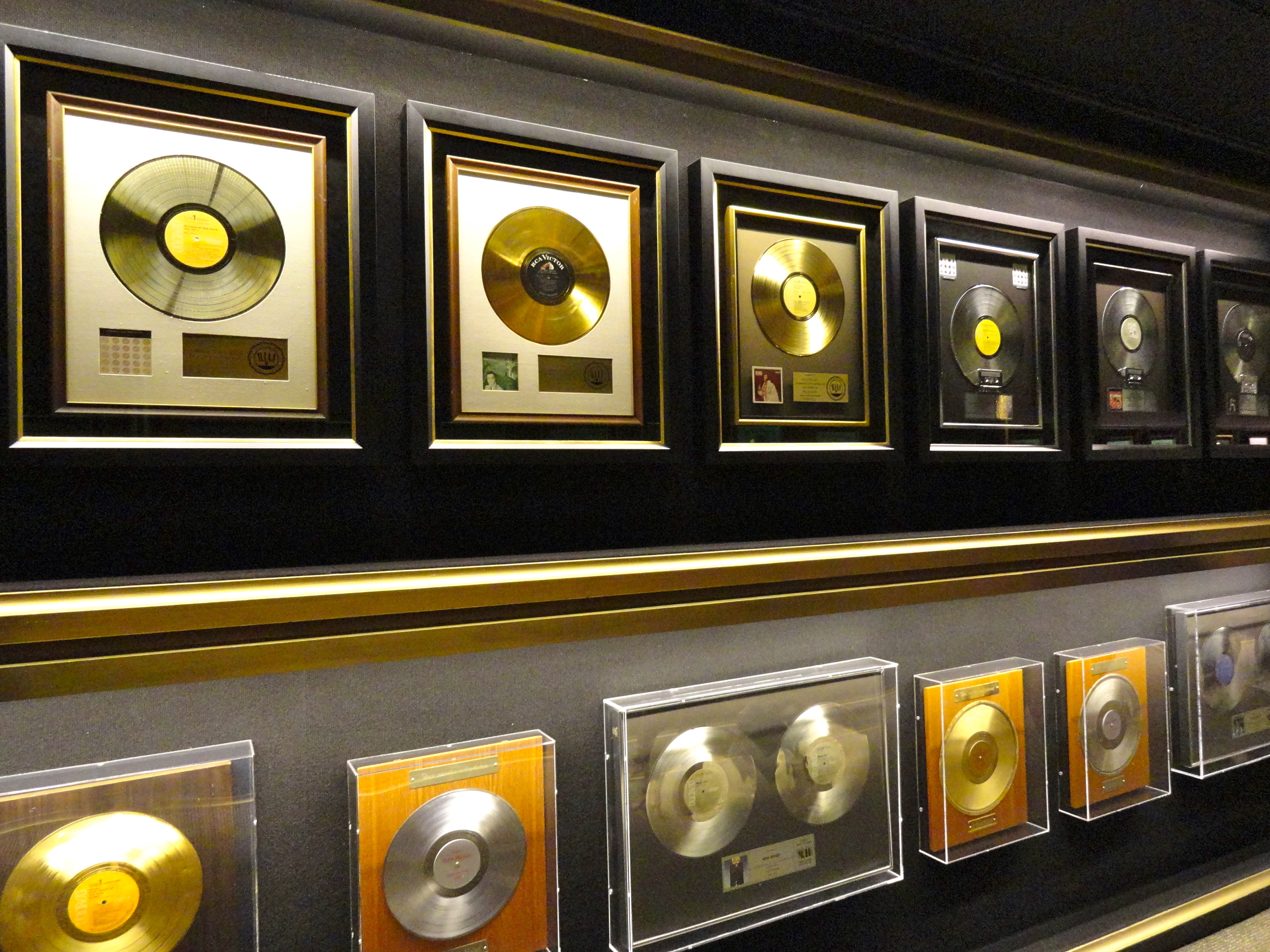
Platin- und Goldene Schallplatten
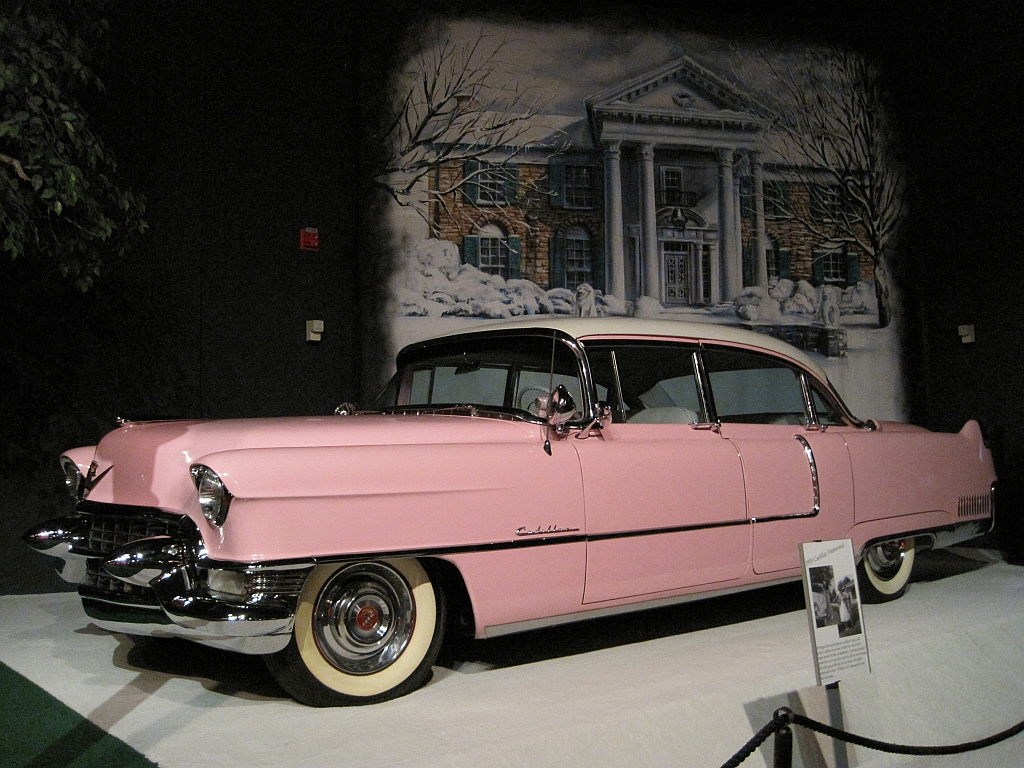
Pinker Cadillac Fleetwood (1955)
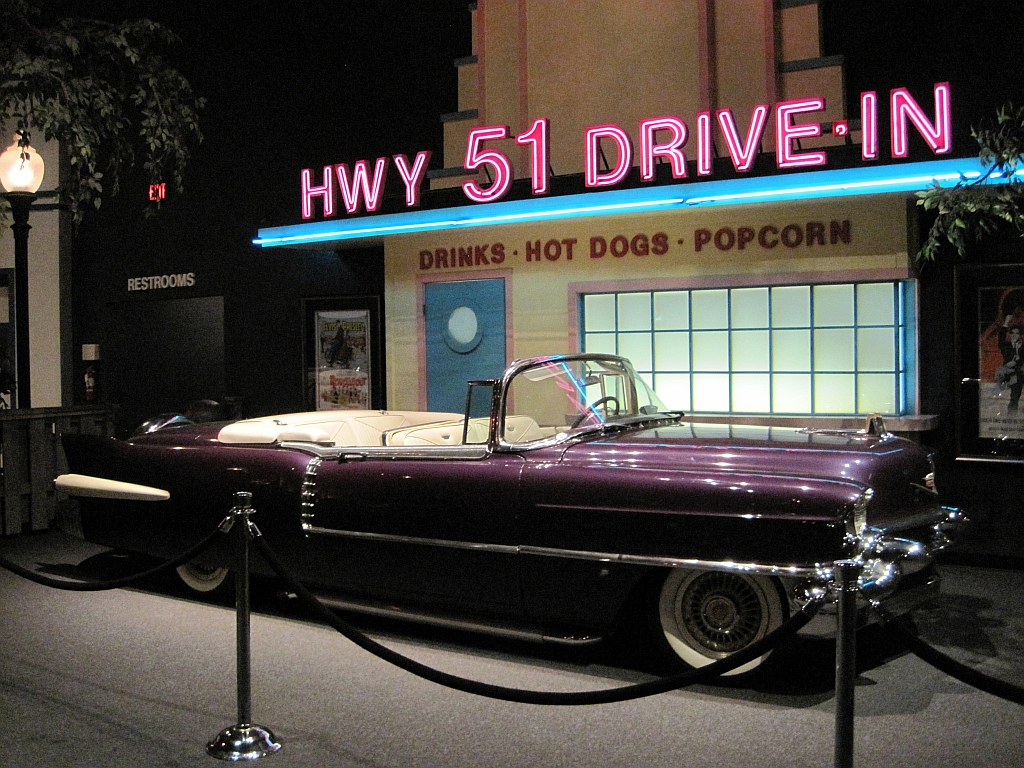
Cadillac Eldorado (1956)
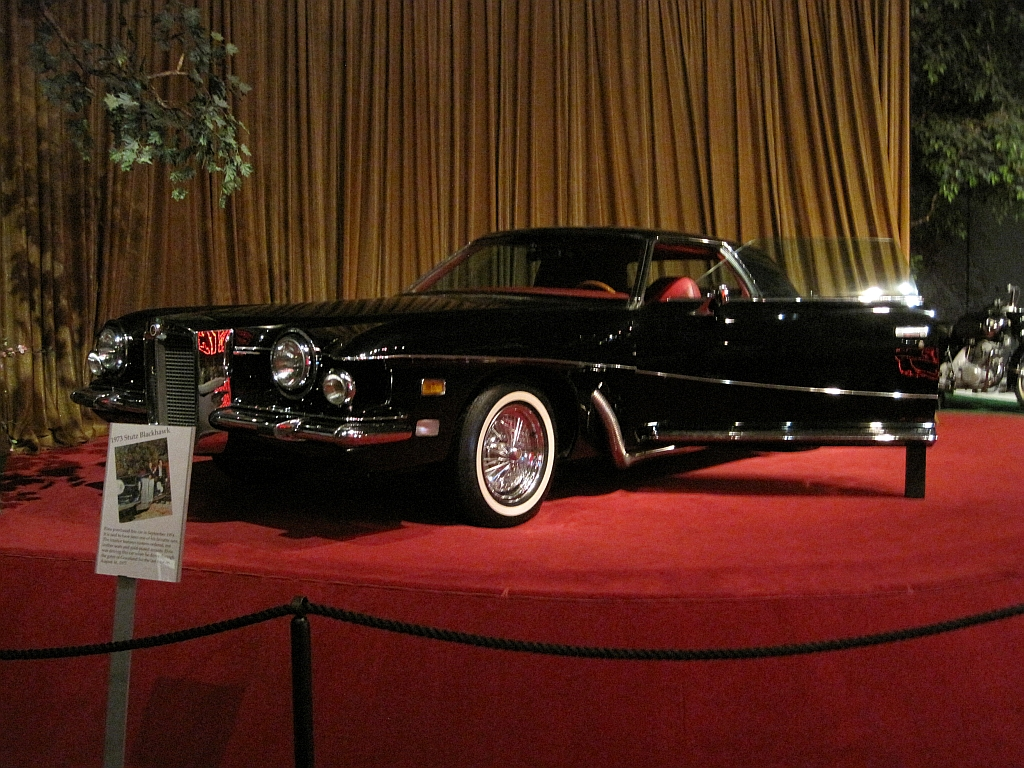
Stutz Blackhawk III (1973)
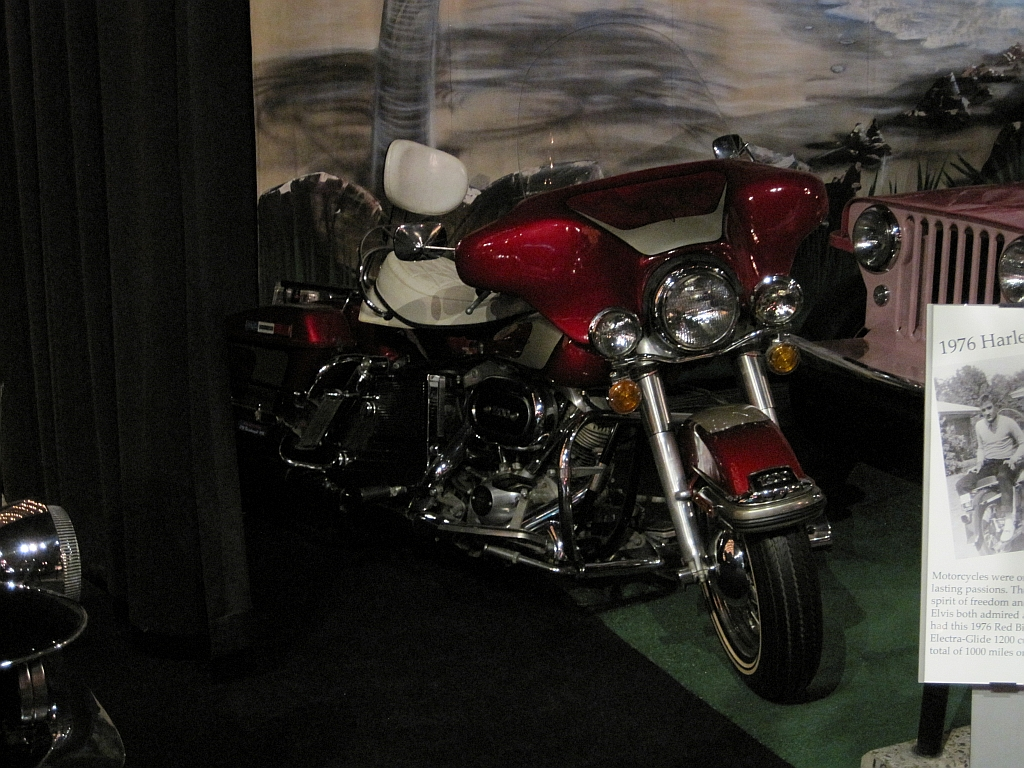
Harley-Davidson Electra Glide (1976)
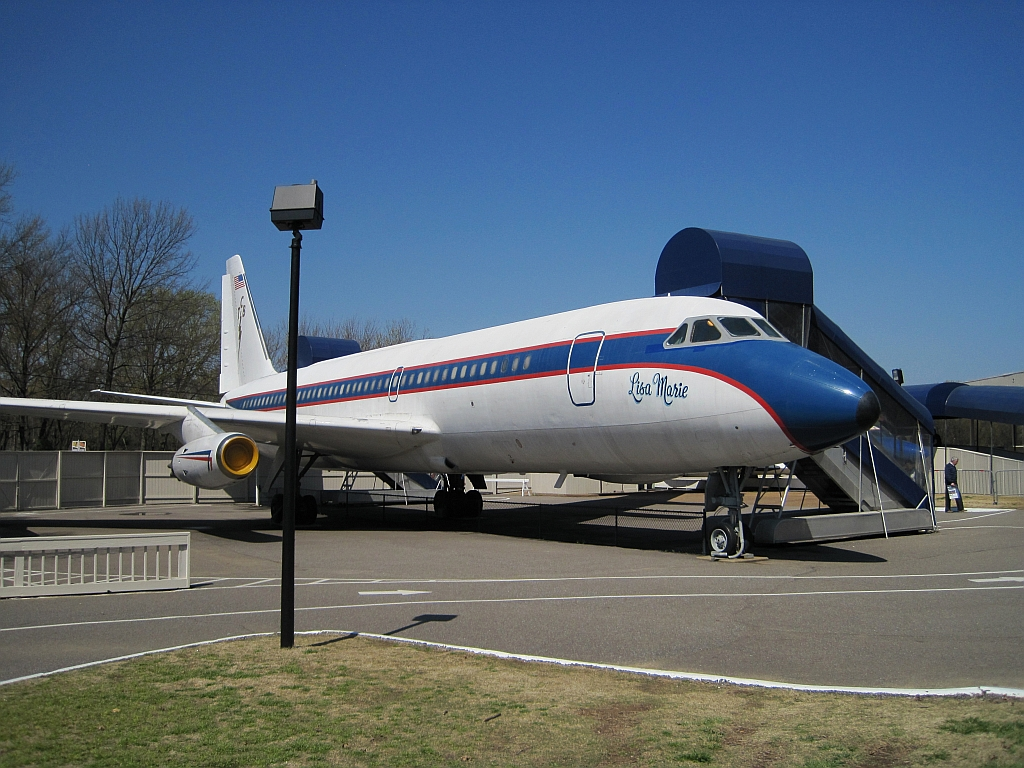
Convair CV-880 Lisa Marie
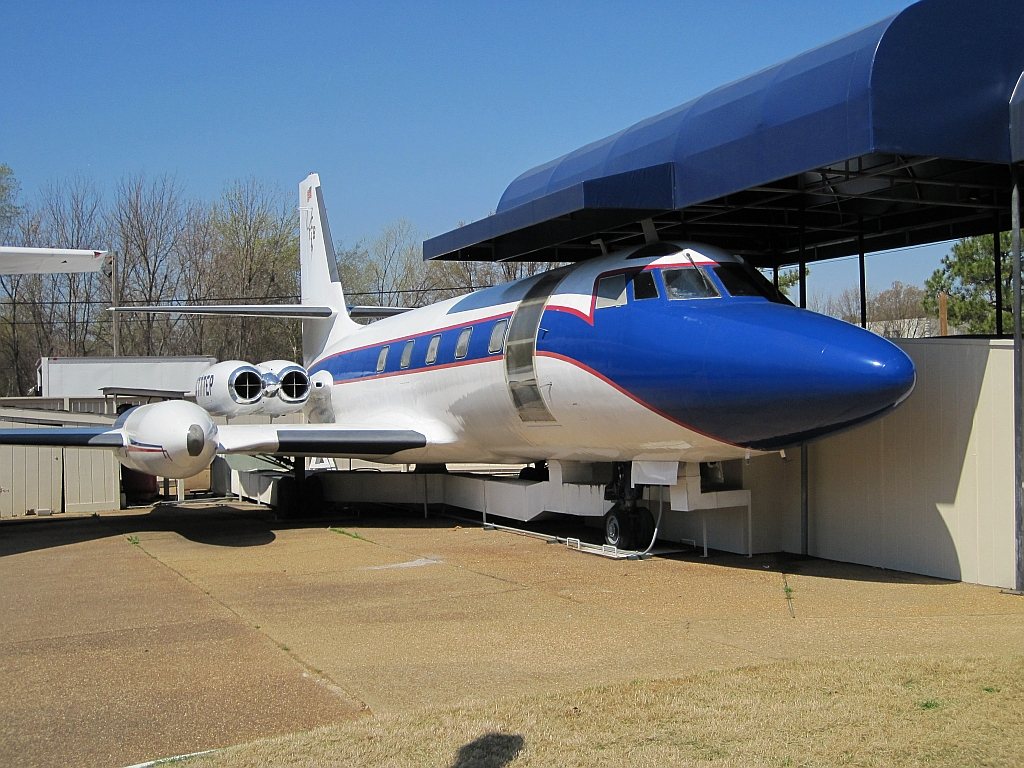
Lockheed JetStar Hound Dog II